# プレミアムジーンズ
プレミアムジーンズは1999年夏ごろからアメリカで始まったジーンズブームのキーワード。paperdenim&cloth
社と。Seven for all mankind
社が最も早く「プレミアムジーンズ」と言うキーワードを 使ってアメリカで販売。 当時のジーンズ価格はそれまで。
$49～$69程度の物であったが、この2社が販売したジーンズ価格は$150～$180。 時代的にも誰もがこの価格で売れるとは予想しなかったが、LAの代表的セレクトストアーのFrad segalやKitson 、American Rag cie等がこのプレミアムジーンズを販売した。その高額なジーンズは、アメリカの多くのセレブやハリウッドスター達が購入し、パパラッチによってゴシップ誌やファッション誌に掲載された事が、プレミアムジーンズブームを作り上げた。
当時のアメリカの背景は株価景気（住宅販売株）に沸いたサブプライムバブルによって、商品が高額であればある程売れていた時代であり、まさにセレブとバブルによって、このプレミアムジーンズの高騰はとどまる事を知らず、中には$480もするジーンズも販売されたがそれでも飛ぶように売れていた。
当時、「プレミアムジーンズ」とは、簡単にはアメリカで生産されたジーンズの事を指し。 1950年代～1970年代後半までアメリカで生産されていたジーンズはコスト削減の為、生産地をアメリカ以外の国で生産する様になった事による「Made in USA」製品の希少性が高い事、さらにこのジーンズに使われていた生地は、日本製かイタリア製のデニムの生地を使用し、縫製工場はアメリカ人が自ら縫製、ウオッシュ、加工する為、素材と縫製に大きなコストがかかり、その分販売価格に跳ね返った結果高額なジーンズが生まれ、それを「プレミアムジーンズ」と称して売られた。
ブームになった背景には、アメリカの投資家がプレミアムジーンズ景気の情報が伝わった事が大きな要因とも言える。
2002年頃からは、活発にアメリカのアパレル展示会Magic TradeshowやProjectと言ったアメリカ国内のアパレルメーカー企業が多く出店する展示会にも投資家や投資家のとの橋渡しをするサプライヤー達が足を運び、プレミアムジーンズを販売する企業株を買い求めた事で、それまで全く小さなジーンズ会社が短期間で大きな資本を投入されブランド広告や工場の拡大を行い、短期間でブランド化した企業が相次ぎ、多くのブランドが乱立した事がこのブームを後押しした。 
衰退
しかし、2008年9月のリーマンブラザーズの破綻をきっかけに、それまでの投資家達がアパレル企業への投資を止めたり、投資家自体破産した事による影響は、ブランド化する成長の途中で資金を打ち切られる等、アメリカのジーンズ企業、アパレル以外の企業全体が相次ぐ事業縮小、ブランド消滅が行われ急降下で衰退に追い込まれた。
2007年最も早くプレミアムジーンズとして販売を始めたPaperdenim＆Clothはいち早くこのプレミアムジーンズブランドの乱立と付加価値の低下を察知し、それまでアメリカで販売していたバーニーズニューヨークやサックスアンドフィフスと言った高級百貨店から、庶民向けのディスカウントチェーンストアのウォルマートやJCペニーと言った郊外型大型チェーン店に販売を始めた。 しかし、この事がさらにプレミアムジーンズの付加価値を下げ、彼らの販売戦略であった高級百貨店にある商品がディスカウントチェーン店に並ぶ事で売上が向上すると考えていた戦略が、ディスカウントチェーン店に販売する事が高級百貨店からの反感を買い、高級百貨店では販売出来くなった。その結果ディスカウントチェーン店でも高級百貨店に並ばない商品は安売り商品と同じである事となり、付加価値の無い商品は安売りチェーン店でも売れなくなり、多くのプレミアムジーンズブランドを掲げた企業が廃業となった。
2008年世界で8カ国語で販売されているファッション雑誌We arからDenim legendsが販売された。
この中にはリーバイスをはじめ、過去から現在までの代表的なデニムが掲載され、当時の価格で約$1,000-の価格で限定販売され、その中にプレミアムジーンズのブランドが数多く掲載されていたが、これによってプレミアムジーンズがデニムの歴史の一つになった事で、プレミアムジーンズと言う言葉自体が終わった事を意味していた。